# Varensell
Varensell ist eine Ortschaft von Rietberg und liegt im Osten der Westfälischen Bucht. Varensell grenzt an den Gütersloher Ortsteil Spexard, die Rietberger Ortschaften Druffel und  Neuenkirchen, sowie an Verl und den Rheda-Wiedenbrücker Ortsteil Lintel.

## Geografie
Varensell liegt wie alle Ortsteile der Stadt Rietberg naturräumlich in der Emssandebene. Das Gebiet der Ortschaft zeigt eine Abflachung in südwestliche Richtung, was sich auch an den Läufen der durch Varensell führenden Fließgewässer erkennen lässt. Dies sind im Norden der Ölbach sowie im Süden der Wapelbach. Zudem wird Varensell zentral vom Großen Bastergraben durchquert. Der höchste Punkt Varensells befindet sich südlich der damaligen Voßschule auf rund 86 m ü. NN, der niedrigste auf 75 m ü. NN im Bereich der Mühlen Darming an der Wapel und Meierfrankenfeld am Ölbach.
Varensell lässt sich in zwei Siedlungsschwerpunkte unterteilen. Ersterer befindet sich im Bereich rund um die Abtei; der zweite weiter südlich liegende Schwerpunkt hat sich im Laufe der Zeit mit dem Siedlungsbereich von Neuenkirchen verwoben, was dort zu einer mitunter recht verwirrenden Ortsbeschilderung geführt hat. Vorherrschend zeigt die knapp 18 km² große Ortsteilfläche jedoch einen weitgehend ländlichen und parklandschaftlich geprägten Charakter mit hohem Grünlandanteil und zahlreichen baumumstandenen Einzelhöfen.

## Geschichte
Erstmals urkundlich erwähnt wurde Varensell 1221. Der Name der Bauerschaft und der späteren Gemeinde leitet sich aus dem Namen des Adelsgeschlechts derer von Varensell ab. Diese waren eine Familie des niederen Adels im Mittelalter. Ihre Spur verläuft sich jedoch schon um 1530. Einzig der Name „Varensell“ (eigentlich Varensile) und das Wappen, das schon jenes der Ritterfamilie war und drei Kelche auf rotem Untergrund zeigt, ist geblieben. Die drei Kelche werden von manchen Forschern als Missdeutung verstanden. Sie glauben, dass es sich um drei Fische handelt, was jedoch weder belegt noch widerlegt wurde.
Varensell gehörte bis zu den Napoleonischen Kriegen zur Grafschaft Rietberg. Anschließend bildete Varensell von 1807 bis 1813  eine Gemeinde im Kanton Neuenkirchen des Departements der Fulda im Königreich Westphalen. Auf dem Wiener Kongress wurde Varensell wie die gesamte Grafschaft Rietberg Preußen zugeschlagen. 1816 kam Varensell zum neuen Kreis Wiedenbrück. Am 1. Juli 1838 wechselte die Gemeinde in den Kanton Rietberg, aus dem 1843 das Amt Rietberg wurde.
Durch das Gesetz zur Neugliederung des Kreises Wiedenbrück und von Teilen des Kreises Bielefeld wurde Westerwiehe am 1. Januar 1970 in die Stadt Rietberg eingegliedert, die seit 1973 zum Kreis Gütersloh gehört.

## Bauwerke
In Varensell befindet sich die Benediktinerinnen-Abtei Unserer Lieben Frau. Das Kloster wurde 1902 gegründet. Die erste Klosterkirche entstand 1906 als dreischiffige Hallenkirche in neugotischen Formen. 1956 wurde im Osten die neue Pfarr- und Klosterkirche angefügt. Es handelt sich um eine kreuzförmige Anlage mit zwei quadratischen Osttürmen. Das noch unter dem Eindruck des Expressionismus stehende Innere weist aus Ziegeln gemauerte Wandpfeiler auf. Der alte Kirchenbau blieb auch nach der Erweiterung erhalten und dient seither als Nonnenchor.   Die Gewölbetonne des Altarraumes ist mit einem riesigen Mosaik ausgekleidet, das über 400 Tiergestalten zeigt. In der Marienkapelle findet sich eine Madonnenstatue von 1722. Das monumentale Ostfenster (8 × 9 m) entstand nach einem Entwurf von Erentrud Trost.

## Persönlichkeiten

### Söhne und Töchter der Stadt
- Hubert Deittert (1941–2020), deutscher Politiker (CDU)